# Tés
Tés is een plaats (község) en gemeente in het Hongaarse comitaat Veszprém. Tés telt 983 inwoners (2001).